# Serbinów (Kalisz)
Serbinów (do 2018: Osiedle XXV-lecia, wcześniej Osiedle 25-lecia PRL) – osiedle Kalisza, administrowane przez radę osiedla z siedzibą przy ul. Serbinowskiej 25-27. Jego granice stanowi aleja Wojska Polskiego, część ulicy Serbinowskiej i Górnośląskiej, ul. Dworcowa oraz linia kolejowa nr 14. 
Nazwę osiedla zmieniono ze względu na tzw. ustawę dekomunizacyjną. Nowa nazwa osiedla pochodzi od nazwy Russowa w powieści Noce i dnie (1931–1934) Marii Dąbrowskiej.
Osiedle 25-lecia PRL zostało zaprojektowane jako wielki zespół mieszkaniowy przez Halinę Rościszewską i wzniesione w latach 1968–1974 na południowy zachód od wzniesionego w latach 1957–1968 osiedla Kaliniec, na obszarze ówczesnej dzielnicy Dobrzec; położone jest w kwartale między ulicami Serbinowską, Górnośląską, Podmiejską i al. Wojska Polskiego.
Na terenie Serbinowa znajdują się m.in. dworzec kolejowy, dworzec autobusowy PKS Kalisz (ul. Podmiejska), urząd skarbowy (ul. Wrocławska), Galeria Amber (ul. Górnośląska) i kilka supermarketów. Bardzo dobrze skomunikowane z pozostałymi częściami miasta przez Kaliskie Linie Autobusowe.